# Безмолвие (сериал, Турция)
«Безмолвие» (тур. Suskunlar) — турецкий телесериал 2012 года в жанре криминальной драмы. Основан на реальной истории детей, попавших в тюрьму в 1997 году.
В 2016 году американский канал NBC снял ремейк под названием «Игра в молчанку», который был закрыт после первого сезона.

## Сюжет
Эджевит, Биляль, Ибо и Зеки — четверо друзей, которые выросли вместе в Куледиби, одном из районов Стамбула. Вместе с их подругой Аху, единственной девочкой в компании, они угоняют машину с баклавой, в результате чего сбивают пожилого мужчину. Тот становится инвалидом, а четвёрка друзей отправляется в местную детскую тюрьму. Эджевит выгораживает Аху, и она остаётся на свободе.
В тюрьме детей регулярно подвергает избиениям и изнасилованиям банда Ирфана по прозвищу Клин. Надзиратели во главе с Саитом закрывают на это глаза, а сам Саит также часто издевается над заключёнными. Когда подходит к концу срок наказания, друзья дают друг другу клятву забыть о том, что произошло в тюрьме, а также никогда больше не встречаться.
Спустя 20 лет каждый из них живёт своей жизнью: Эджевит становится успешным адвокатом, Биляль стал мелким криминальным авторитетом в своём районе, а также вместе с Ибо владеет автомойкой. Зеки работает «перевозчиком» — вооружённым шофёром. В один день, незадолго до своей свадьбы, он встречается с клиентом, которым оказывается Озджан Тирияки, одним из членов банды Ирфана, которая к тому времени разрослась в целую мафию. Зеки тяжело ранит Озджана из пистолета и отправляется в полицейский изолятор, где гибнет от рук наёмного убийцы.
Биляль и Ибо узнают о смерти Зеки из новостей и решают закончить то, что он начал: кровавую месть Ирфану и его сообщникам. Для этого они склоняют на свою сторону Эджевита, который использует свои связи чтобы узнать, где сейчас находятся их обидчики. Друзьям приходится нарушить клятву, данную двадцать лет назад и вновь переживать воспоминания из тюрьмы, попутно выясняя отношения между собой и стараясь скрыть свои действия от Аху, в которую влюблены Биляль и Эджевит.

## В ролях
- Мурат Йылдырым — Эджевит Оран. Прозвище: Шериф (тур. Şerif). Был лидером группы друзей и особенно близок с Аху. В тюрьме пытался защищать своих друзей от Ирфана, но по большому счёту ничего не мог ему противопоставить. Спустя двадцать лет он становится одним из самых известных адвокатов в Стамбуле, а также самым успешным из четвёрки друзей. Он считает, что нужно наказать преступников по закону, то есть собирать доказательства их злодеяний и передать в полицию, в то время как Биляль хочет их убить. Впоследствии, Эджевиту придётся пересмотреть свои взгляды.
- Сарп Аккая — Биляль Туткун. Прозвище: Блондин (тур. Sarı, Сары, дословно переводится как Жёлтый). Был самым младшим и слабым из всей группы, также при этом болел астмой и ходил с ингалятором. Впоследствии он становится крутым мафиози и вместе с Ибо управляет автомойкой. Не может сдержаться, когда видит как кто-то обижает детей. Из-за произошедшего не верит в закон, считая, что всех обидчиков из тюрьмы нужно убить. Предметом разногласий с Эджевитом, помимо этого, также становится Аху.
- Гювен Мурат Акпынар — Ибрагим (Ибо) Кене. Прозвище: Промах или Мазила (тур. Iska, Иска). Самый старший, но при этом наиболее безобидный из четвёрки друзей. Вместе с Билялем стал владеть автомойкой и помогал ему в его криминальных делах.
- Тугай Мерджан — Зеки Синанлы. Прозвище: Загорелый (тур. Yanık, Янык). Лично появляется только в первом эпизоде, в последующих выступает в качестве закадрового рассказчика. После тюрьмы он долгое время бедствовал, стал вооружённым шофёром-перевозчиком и готовился к свадьбе. В день, когда он должен был сделать своей девушке предложение, он встречает человека из своего прошлого — Озджана, который издевался над ним в тюрьме. Зеки совершает неудачное покушение и затем гибнет в полицейском участке.
- Аслы Энвер — Аху Кумраль. Общая подруга Эджевита, Биляля, Зеки и Ибо. Не попала в тюрьму, так как на суде Эджевит умолчал о том, что она была вместе с ними в день преступления. Любовный интерес Эджевита и Биляля. Работает в фотосалоне.
- Мехмет Озгюр — Ирфан Алкара. Прозвище: Клин (тур. Takoz, Такоз). В подростковом возрасте попал в тюрьму, где стал управлять целой бандой малолетних преступников и держать в страхе остальных заключённых. Став крупным мафиози, ему неожиданно приходится столкнуться с четвёркой друзей, над которыми он издевался в прошлом и вспомнить, кто они такие.

## Список серий[6]
| 1 сезон | 1 сезон                              | 1 сезон        | 2 сезон | 2 сезон                       | 2 сезон          |
| ------- | ------------------------------------ | -------------- | ------- | ----------------------------- | ---------------- |
| №       | Название                             | Дата выхода    | №       | Название                      | Дата выхода      |
| 1       | Hatırlamak Unutmaktan Zordur.        | 1 марта 2012   | 1       | Geri Kalan Hayatımın İlk Günü | 6 сентября 2012  |
| 2       | Ayrılık öldürmez. Gerçekler Öldürür. | 8 марта 2012   | 2       | Durduramıyorum                | 13 сентября 2012 |
| 3       | En Çok Sevdiğin. . .                 | 15 марта 2012  | 3       | Göster Yüzünü                 | 20 сентября 2012 |
| 4       | Bazıları Kim Olduğunu Geç Anlar.     | 22 марта 2012  | 4       | Her Kavgada Ölen Benim        | 28 сентября 2012 |
| 5       | Kime Güveneceğini İyi Dü&#351ün.     | 29 марта 2012  | 5       | Yara İzi                      | 4 октября 2012   |
| 6       | İnanmak En Büyük Kumardır.           | 12 апреля 2012 | 6       | Herkes Güçlü Olmak İster      | 11 октября 2012  |
| 7       | Bugün Kötü Birşey Olmayacak...       | 19 апреля 2012 | 7       | Kimliksiz                     | 18 октября 2012  |
| 8       | Herkes Ait Oldugu Yere Döner.        | 26 апреля 2012 | 8       | Benim Kadar Zalim Bir Kadın   | 25 октября 2012  |
| 9       | Vicdan Yarası                        | 3 мая 2012     | 9       | Mutluluğun Bedeli             | 1 ноября 2012    |
| 10      | En Büyük Bela                        | 10 мая 2012    | 10      | Her Son Bir Başlangıçtır      | 18 ноября 2012   |
| 11      | U Dönüşü                             | 17 мая 2012    | 11      | Herşey Aslına Döner           | 25 ноября 2012   |
| 12      | Bir Garip Ecevit Hikayesi            | 24 мая 2012    | 12      | Veda                          | 2 декабря 2012   |
| 13      | Gazanfer Bulanındır.                 | 31 мая 2012    |         |                               |                  |
| 14      | Son Gülen İyi Güler                  | 7 июня 2012    |         |                               |                  |
| 15      | 2 Saniye                             | 14 июня 2012   |         |                               |                  |
| 16      | Bedel                                | 21 июня 2012   |         |                               |                  |